# Niederzimmern
Niederzimmern település Németországban, azon belül Türingiában. Lakosainak száma 1016 fő (2017. december 31.).

## Népesség
A település népességének változása:

| 2014 | 1 028 |
| 2017 | 1 016 |